# إي تي آي فاير إم في

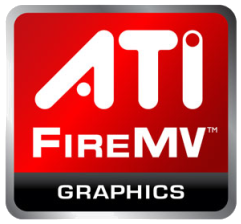

إي تي أي فاير أم في (بالإنجليزية: ATI FireMV)‏ وهي سلسلة من بطاقات العرض المرئي تمكن من عرض عدة شاشات برسويات ثنائية الأبعاد, مع قدرة ثلاثية الأبعاد مشابهة لبطاقات ريدون ذات أداء ضعيف. وهي تتنافس مع منتجات شركة ماتروكس (Matrox) من بطاقات العرض المرئي. وتُسوق لشركات تحتاج لاستخدام عدة شاشات عل حاسوب واحد. وبعض هذه البطاقات تحتوي على وحدتي معالجة الرسوميات لتعرض على أربعة شاشات باستعمال وصلة VHDCI, والبعض الآخر بوحدة معالجة الرسوميات واحدة لتعرض على شاشتين باستخدام وصلة DMS-59. وهي تستخدم منفذ الملحقات الإضافية (PCI) أو منفذ الملحقات الإضافية السريع (PCI Express) للتواصل داخل الحاسوب.